# Kandace Springs
Kandace Springs (Nashville, 1989. január 17. –) amerikai dzsessz- és soulzenész, zongorista, énekes.

## Pályakép
Édesapja, Scat Springs énekes volt Nashville-ben. Két nővére van. Tíz évesen kezdett zongoraleckéket venni. Dzsessz- és soulénekeseket hallgatva nőtt fel. Az egyik ezek közül Nina Simone volt.
New Yorkba költözött, hogy Carl Sturkennel és Evan Rogersszel dolgozhasson. 2014-ben kiadta első lemezét a Blue Note Records. Élőben lépett fel számos tévéműsorban: a Late Show-ban David Lettermannel, Jimmy Kimmel Live!-ban, a The Tonight Show-ban Jimmy Fallonnal.
Szeretett zenészeit idézi emlékezetünkbe a The Women Who Raised Me című 2020-as albumán: Ella Fitzgerald, Carmen McRae, Billie Holiday, Nina Simone, Astrud Gilberto, Diana Krall, Norah Jones, Roberta Flack, Bonnie Raitt, Lauryn Hill, Dusty Springfield.
A The Women Who Raised Me  albumon olyan dalok feldolgozásai szerepelnek, amelyeket a zene legismertebb énekesei tettek híressé: Ella Fitzgerald, Roberta Flack, Astrud Gilberto, Lauryn Hill, Billie Holiday, Diana Krall, Carmen McRae, Bonnie Raitt, a Sade, Nina Simone és Dusty Springfield.
Ugyanolyan jó zongorista, mint amilyen énekes.

## Lemezek

### Albumok
- 2014: Kandace Springs
- 2016: Soul Eyes
- 2018: Indigo
- 2020: The Women Who Raised Me
- 2022: My Name Is Sheba

### EP
- 2014: Kandace Springs
- 2018: Black Orchid

## Díjak
- 2018: Favorite R&B Albums